# FA Cup 1923/24

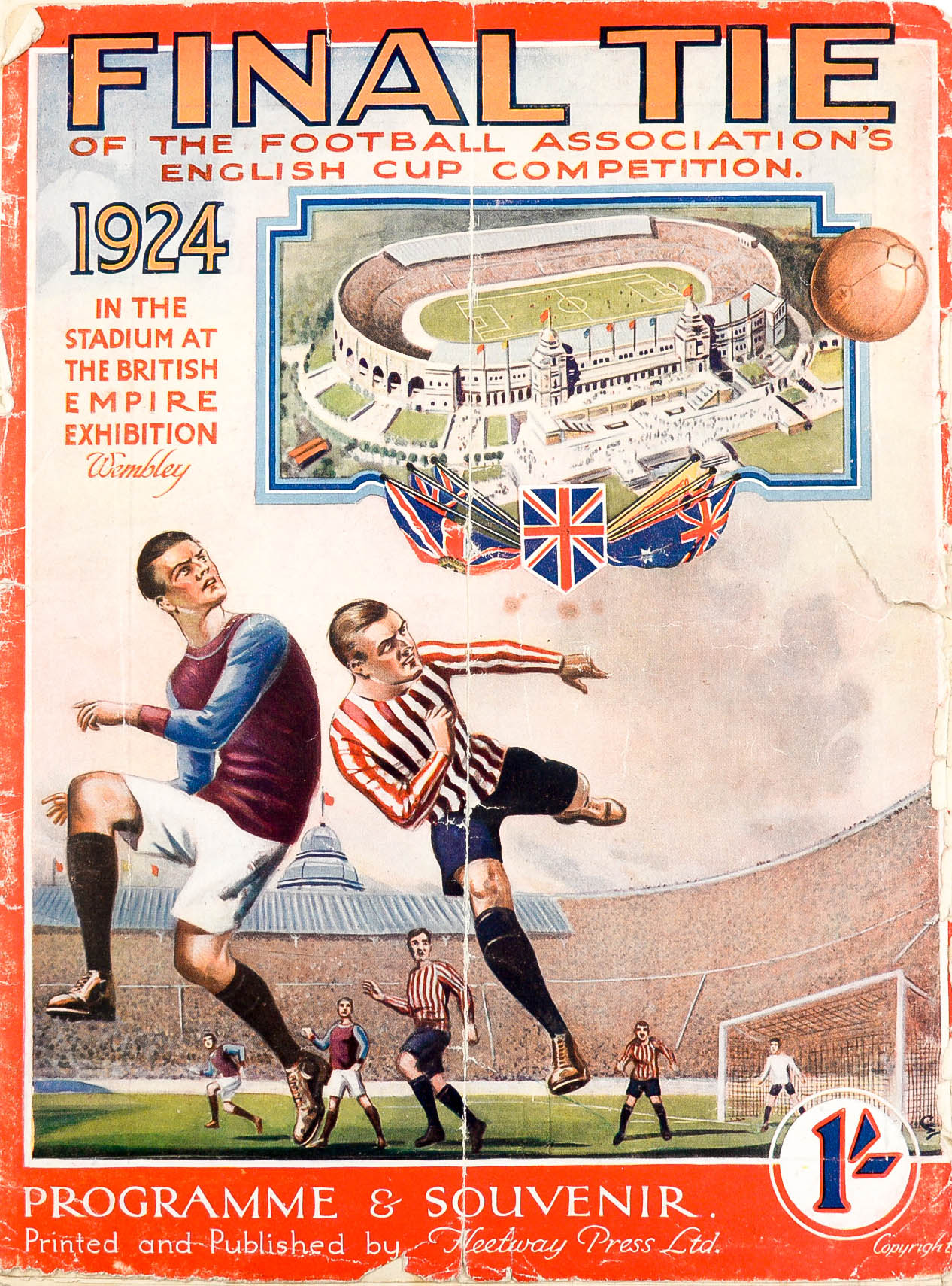
Das Spielprogramm des FA-Cup-Finals von 1924.

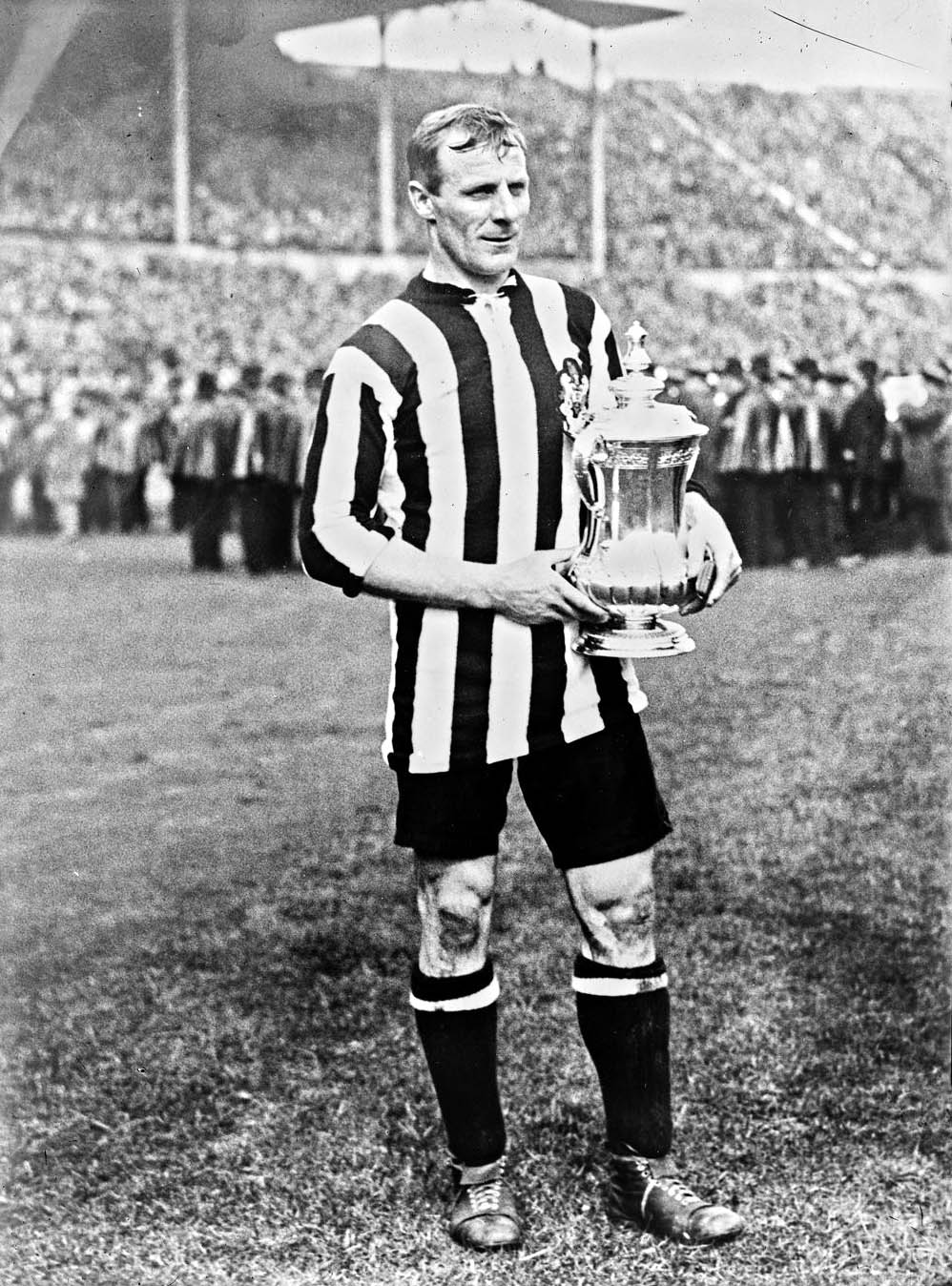
Newcastles Kapitän Frank Hudspeth mit dem FA Cup im Jahr 1924.

Der FA Cup 1923/24 war die 49. Austragung des The Football Association Challenge Cup (meist als FA Cup bekannt).
Der Pokalwettbewerb startete mit der Qualifikation zwischen dem 8. September 1923 und dem 19. Dezember 1923. Die Hauptrunde begann anschließend ab dem 12. Januar 1924 und endete mit dem Finale in Wembley in London am 26. April 1924 vor einer Kulisse von offiziell 91.695 Zuschauern. Sieger des Wettbewerbs wurde zum zweiten Mal Newcastle United. Unterlegener Finalist war Aston Villa.

## Wettbewerb

### Erste Hauptrunde
| Datum           |                         | Ergebnis |                        |
| --------------- | ----------------------- | -------- | ---------------------- |
| 12. Januar 1924 | Accrington Stanley      | 0:0      | Charlton Athletic      |
| 12. Januar 1924 | FC Arsenal              | 4:1      | Luton Town             |
| 12. Januar 1924 | FC Ashington            | 1:5      | Aston Villa            |
| 12. Januar 1924 | FC Barnsley             | 0:0      | Brighton & Hove Albion |
| 12. Januar 1924 | FC Blackpool            | 1:0      | Sheffield United       |
| 12. Januar 1924 | FC Burnley              | 3:2      | FC South Shields       |
| 12. Januar 1924 | Cardiff City            | 0:0      | FC Gillingham          |
| 12. Januar 1924 | FC Chelsea              | 1:1      | FC Southampton         |
| 12. Januar 1924 | Corinthian FC           | 1:0      | Blackburn Rovers       |
| 12. Januar 1924 | Crystal Palace          | 2:0      | Tottenham Hotspur      |
| 12. Januar 1924 | Derby County            | 2:1      | FC Bury                |
| 12. Januar 1924 | FC Everton              | 3:1      | Preston North End      |
| 12. Januar 1924 | Exeter City             | 1:0      | Grimsby Town           |
| 12. Januar 1924 | FC Fulham               | 2:0      | AFC Llanelli           |
| 12. Januar 1924 | Huddersfield Town       | 1:0      | Birmingham City        |
| 12. Januar 1924 | Hull City               | 2:2      | Bolton Wanderers       |
| 12. Januar 1924 | Leeds United            | 1:0      | FC Stoke               |
| 12. Januar 1924 | FC Liverpool            | 2:1      | Bradford City          |
| 12. Januar 1924 | Manchester City         | 2:0      | Nottingham Forest      |
| 12. Januar 1924 | Manchester United       | 1:0      | Plymouth Argyle        |
| 12. Januar 1924 | FC Middlesbrough        | 0:1      | FC Watford             |
| 12. Januar 1924 | FC Millwall             | 0:1      | West Bromwich Albion   |
| 12. Januar 1924 | Northampton Town        | 1:1      | Halifax Town           |
| 12. Januar 1924 | Norwich City            | 0:1      | Bristol City           |
| 12. Januar 1924 | Oldham Athletic         | 2:1      | AFC Sunderland         |
| 12. Januar 1924 | FC Portsmouth           | 2:4      | Newcastle United       |
| 12. Januar 1924 | Queens Park Rangers     | 1:2      | Notts County           |
| 12. Januar 1924 | The Wednesday           | 4:1      | Leicester City         |
| 12. Januar 1924 | Swansea Town            | 1:1      | Clapton Orient         |
| 12. Januar 1924 | Swindon Town            | 4:0      | Bradford Park Avenue   |
| 12. Januar 1924 | West Ham United         | 5:0      | Aberdare Athletic      |
| 12. Januar 1924 | Wolverhampton Wanderers | 3:1      | FC Darlington          |

#### Wiederholungsspiele
| Datum           |                        | Ergebnis |                    |
| --------------- | ---------------------- | -------- | ------------------ |
| 16. Januar 1924 | Bolton Wanderers       | 4:0      | Hull City          |
| 16. Januar 1924 | Brighton & Hove Albion | 1:0      | FC Barnsley        |
| 16. Januar 1924 | Clapton Orient         | 1:1      | Swansea Town       |
| 16. Januar 1924 | Halifax Town           | 1:1      | Northampton Town   |
| 16. Januar 1924 | FC Gillingham          | 0:2      | Cardiff City       |
| 16. Januar 1924 | FC Southampton         | 2:0      | FC Chelsea         |
| 17. Januar 1924 | Charlton Athletic      | 1:0      | Accrington Stanley |
| 21. Januar 1924 | Halifax Town           | 4:2      | Northampton Town   |
| 21. Januar 1924 | Swansea Town           | 2:1      | Clapton Orient     |

### Zweite Hauptrunde
| Datum           |                        | Ergebnis |                         |
| --------------- | ---------------------- | -------- | ----------------------- |
| 2. Februar 1924 | Bolton Wanderers       | 1:4      | FC Liverpool            |
| 2. Februar 1924 | Brighton & Hove Albion | 5:2      | FC Everton              |
| 2. Februar 1924 | FC Burnley             | 0:0      | FC Fulham               |
| 2. Februar 1924 | Cardiff City           | 1:0      | FC Arsenal              |
| 2. Februar 1924 | Charlton Athletic      | 0:0      | Wolverhampton Wanderers |
| 2. Februar 1924 | Crystal Palace         | 0:0      | Notts County            |
| 2. Februar 1924 | Derby County           | 2:2      | Newcastle United        |
| 2. Februar 1924 | Exeter City            | 0:0      | FC Watford              |
| 2. Februar 1924 | Manchester City        | 2:2      | FC Halifax Town         |
| 2. Februar 1924 | Manchester United      | 0:3      | Huddersfield Town       |
| 2. Februar 1924 | The Wednesday          | 1:1      | Bristol City            |
| 2. Februar 1924 | FC Southampton         | 3:1      | FC Blackpool            |
| 2. Februar 1924 | Swansea Town           | 0:2      | Aston Villa             |
| 2. Februar 1924 | Swindon Town           | 2:0      | Oldham Athletic         |
| 2. Februar 1924 | West Bromwich Albion   | 5:0      | Corinthian FC           |
| 2. Februar 1924 | West Ham United        | 1:1      | Leeds United            |

#### Wiederholungsspiele
| Datum            |                         | Ergebnis |                   |
| ---------------- | ----------------------- | -------- | ----------------- |
| 6. Februar 1924  | Bristol City            | 2:0      | The Wednesday     |
| 6. Februar 1924  | Halifax Town            | 0:0      | Manchester City   |
| 6. Februar 1924  | FC Fulham               | 0:1      | FC Burnley        |
| 6. Februar 1924  | Leeds United            | 1:0      | West Ham United   |
| 6. Februar 1924  | Newcastle United        | 2:2      | Derby County      |
| 6. Februar 1924  | Notts County            | 0:0      | Crystal Palace    |
| 6. Februar 1924  | FC Watford              | 1:0      | Exeter City       |
| 6. Februar 1924  | Wolverhampton Wanderers | 1:0      | Charlton Athletic |
| 11. Februar 1924 | Crystal Palace          | 0:0      | Notts County      |
| 11. Februar 1924 | Derby County            | 2:2      | Newcastle United  |
| 11. Februar 1924 | Manchester City         | 3:0      | Halifax Town      |
| 12. Februar 1924 | Newcastle United        | 5:3      | Derby County      |
| 18. Februar 1924 | Crystal Palace          | 2:1      | Notts County      |

### Dritte Hauptrunde
| Datum            |                        | Ergebnis |                         |
| ---------------- | ---------------------- | -------- | ----------------------- |
| 23. Februar 1924 | Aston Villa            | 3:0      | Leeds United            |
| 23. Februar 1924 | Brighton & Hove Albion | 1:5      | Manchester City         |
| 23. Februar 1924 | FC Burnley             | 1:0      | Huddersfield Town       |
| 23. Februar 1924 | Cardiff City           | 3:0      | Bristol City            |
| 23. Februar 1924 | Crystal Palace         | 1:2      | Swindon Town            |
| 23. Februar 1924 | FC Southampton         | 0:0      | FC Liverpool            |
| 23. Februar 1924 | FC Watford             | 0:1      | Newcastle United        |
| 23. Februar 1924 | West Bromwich Albion   | 1:1      | Wolverhampton Wanderers |

#### Wiederholungsspiele
| Datum            |                         | Ergebnis |                      |
| ---------------- | ----------------------- | -------- | -------------------- |
| 27. Februar 1924 | FC Liverpool            | 2:0      | FC Southampton       |
| 27. Februar 1924 | Wolverhampton Wanderers | 0:2      | West Bromwich Albion |

### Vierte Hauptrunde
| Datum        |                      | Ergebnis |              |
| ------------ | -------------------- | -------- | ------------ |
| 8. März 1924 | Manchester City      | 0:0      | Cardiff City |
| 8. März 1924 | Newcastle United     | 1:0      | FC Liverpool |
| 8. März 1924 | Swindon Town         | 1:1      | FC Burnley   |
| 8. März 1924 | West Bromwich Albion | 0:2      | Aston Villa  |

#### Wiederholungsspiele
| Datum         |              | Ergebnis |                 |
| ------------- | ------------ | -------- | --------------- |
| 12. März 1924 | FC Burnley   | 3:1      | Swindon Town    |
| 12. März 1924 | Cardiff City | 0:1      | Manchester City |

### Halbfinale
Die beiden Spiele wurden am 29. März 1924 ausgetragen.
|                  | Ergebnis |                 | Ort        |
| ---------------- | -------- | --------------- | ---------- |
| Aston Villa      | 3:0      | FC Burnley      | Sheffield  |
| Newcastle United | 2:0      | Manchester City | Birmingham |

### Finale
| Newcastle United                            | Newcastle United | Aston Villa | Aston Villa |
| ------------------------------------------- | --- | --- | ----------- |
| Newcastle United                            | \| Finale \| \| Samstag, 26. April 1924 in London (Wembley) \| \| Ergebnis: 2:0 (0:0) \| \| Zuschauer: 91.695 \| \| Schiedsrichter: W. E. Russell \| \| Spielbericht \| | \| Finale \| \| Samstag, 26. April 1924 in London (Wembley) \| \| Ergebnis: 2:0 (0:0) \| \| Zuschauer: 91.695 \| \| Schiedsrichter: W. E. Russell \| \| Spielbericht \|               | Aston Villa |
| Newcastle United                            | Bill Bradley – Billy Hampson, Frank Hudspeth – Peter Mooney, Charlie Spencer, Willie Gibson – James Low, Billy Cowan, Neil Harris, Tommy McDonald, Stan Seymour         | Tommy Jackson – Tommy Smart, Tommy Mort – Frank Moss, Vic Milne, George Blackburn – Richard York, Billy Kirton, Len Capewell, Billy Walker, Arthur Dorrell Cheftrainer: George Ramsay | Aston Villa |
| Newcastle United                            | 1:0 Neil Harris (83.) 2:0 Stan Seymour (85.) | | Aston Villa |
| Finale                                      | | |             |
| Samstag, 26. April 1924 in London (Wembley) | | |             |
| Ergebnis: 2:0 (0:0)                         | | |             |
| Zuschauer: 91.695                           | | |             |
| Schiedsrichter: W. E. Russell               | | |             |
| Spielbericht                                | | |             |